# Aeroportul Narsarsuaq
Aeroportul Narsarsuaq (IATA: UAK, ICAO: BGBW) este un aeroport din Kujalleq, Groenlanda ce deservește zona Narsarsuaq⁠(d). A fost deschis în 1941 și numit după zona deservită.
Situat la o altitudine de 34 m, aeroportul dispune de o singură pistă. Este operat de Greenland Airport Authority⁠(d).